# Hippopsicon montanum
Hippopsicon montanum là một loài bọ cánh cứng trong họ Cerambycidae.